# Bono on Bono
Bono on Bono, conversations with Michka Assayas (Bono sobre Bono, conversaciones con Michka Assayas) es un libro de conversación (o de diálogo). En la conversación participan Bono y Michka Assayas, un periodista dedicado a temas musicales y novelista, autor del libro. Bono sobre Bono es prácticamente una biografía del vocalista de U2, donde se plasman sus actividades y pensamientos, entre otros tópicos. El libro tiene 17 capítulos y 326 páginas (en inglés).

## Capítulos
1. Stories to tell that are not songs (Historias para contar que no son canciones)
2. Never trust a performer (Nunca confiar en un artista)
3. Everybody gets out of here alive (Todos salen que aquí con vida)
4. Who's the Elvis here? (¿Quién es el Elvis aquí?)
5. The shortest chapter in the book (El capítulo más corto del libro)
6. The tattooist (El tatuador)
7. At the bottom of the glass (Al final de las gafas)
8. The occasional missing leg (La manga perdida esporádicamente)
9. Thou shalt not go to America (Tú no podrás ir a Norteamérica)
10. My life as a disaster groupie (Mi vida como un desastre de groupie)
11. Add eternity to that (Añade eternidad a eso)
12. The girl with the beard (La mujer con barba)
13. 5 Thirteen is an unlucky number (5 Treces es un número de mala suerte)
14. I am never going to fit Tutankhamon's Coffin (Nunca voy a caber en el sarcófago de Tutankamón)
15. From the tents of Amhara to sleeping in Brezhnev's bed (Desde las tiendas de Amhara a dormir en la cama de Brezhnev)
16. Faith versus luck (Fe versus suerte)
17. Tidying my room (Ordenando mi habitación)